# Florestas Secas da Mata Atlântica
As Florestas Secas da Mata Atlântica constituem uma ecorregião do WWF no domínio da Mata Atlântica. É uma das menos conhecidas ecorregiões da Mata Atlântica, e provavelmente, uma das mais ameaçadas também. Situada em área de transição com a Caatinga, é provavelmente um importante centro de endemismo.
o Parque Nacional da Chapada Diamantina é uma das mais importantes unidades de conservação.

## Características
A fitofisionomia encontrada é predominantemente a floresta estacional decidual, e é cercada pela Caatinga e o Cerrado, sendo relativamente isolada de outras ecorregiões da Mata Atlântica. Existe um período seco de 5 meses, e a precipitação anual varia de 850 a 1000 mm. Não é incomum a presença de trechos de Caatinga e Cerrado entre os trechos de floresta.

## Biodiversidade
A biodiversidade é pouco conhecida, mas foi registrada uma grande quantidade de espécies endêmicas de aves.

## Conservação
Cerca de 70% da vegetação original foi altera pelo homem, e existem poucas unidades de conservação. Ademais, muitas espécies ameaçadas de extinção são encontradas, algumas com ameaça local, como a arara-azul.